# Keermuur (Vianen)
De keermuur in de Nederlandse stad Vianen is een 17e-eeuwse keermuur, die wordt beschermd als rijksmonument.

## Achtergrond
Louise Christine van Solms-Braunfels (1606-1669) was regentes van Vianen als voogdes over haar zoon Wolfert van Brederode na het overlijden van haar man Joan Wolfert van Brederode (1599-1655), heer van Brederode, Vianen, Noordeloos en Ameide. In 1658 kwam zij met het stadsbestuur van Gorinchem overeen dat er een trekvaart tussen Vianen en Gorinchem zou worden aangelegd. De vaart op Vianen eindigde met de Oude Zederik buiten de landpoort. Als herinnering werd in de keermuur een deels gepolychromeerde herdenkingssteen geplaatst. De steen is in 1976 en 2013 gerestaureerd en opnieuw van kleur voorzien.

## Beschrijving
De bakstenen keermuur heeft een licht risalerende, oplopende middenpartij. In het midden daarvan is een gebeeldhouwde steen geplaatst die uit drie delen bestaat; bovenin een kroon, daaronder het gedeelde wapen Brederode-Van Solms, met in de rechterhelft de klimmende leeuw met barensteel van het huis Brederode en in de linkerhelft gekwartierd het wapen van Solms en dat van de heerlijkheid Wildenfels, zoals dat werd gevoerd door het huis Solms-Braunfels. De kroon en het wapen zijn gepolychromeerd. In het onderste deel van de steen vermeldt een ongekleurde tekst:

LOUISE CHRISTINE GEBOREN GRAVINNE
VAN SOLMS BRAUNFELS GRAVINNE
DOUARIERE VAN HOLLAND BREDERODE
ETC. REGENTES IN HARER SOONS WOLPHARD MINDERJARICHEYT
HEEFT DESE VAERT DOEN
MAECKEN INT JAER 1658

## Waardering
De keermuur werd in 1966 in het Monumentenregister opgenomen.